# 第10飛行隊 (陸上自衛隊)
第10飛行隊（だいじゅうひこうたい）は、陸上自衛隊明野駐屯地（三重県伊勢市）に駐屯する第10師団隷下の航空科（ヘリコプター）部隊である。

## 概要
第10師団の中で唯一、航空機（ヘリコプター）を保有する部隊である。隊長は、2等陸佐が充てられ、多用途ヘリコプターを装備して第10師団作戦部隊に対する航空支援（航空偵察、人員・物資空輸、無線中継、射撃の観測、患者空輸、小規模な空中機動等）、災害派遣等（情報収集、捜索・救助、人員・物資空輸、患者空輸、空中消火等）、広報支援を任務とする。

## 沿革
- 1961年（昭和36年）6月：中部方面航空隊隷下の第10航空隊として八尾駐屯地（大阪府八尾市）に新編。
- 1962年（昭和37年）1月18日：組織の改編に伴い、第10航空隊を第10飛行隊に改称し、八尾駐屯地から明野駐屯地（三重県伊勢市）へ移駐。
- 1994年（平成06年）3月28日：第10飛行隊（明野駐屯地）が第10師団隷下の部隊となる。

## 部隊編成
- 第10飛行隊本部
- 飛行班
- 整備班
- 通信班

車両表示は、「10飛」。

## 主要装備
- UH-1J